# Hipposcarus harid
Poisson-perroquet jaune, Perroquet candelamoa
Espèce
Statut de conservation UICN

 LC  : Préoccupation mineure
Hipposcarus harid est une espèce de poissons-perroquets de la famille des Scaridae. Originaire de l'Indo-Pacifique tropical, il est parfois appelé en français « Poisson-perroquet jaune » ou « Perroquet candelamoa ».

## Description et caractéristiques
C'est un gros poisson-perroquet, pouvant atteindre 80 cm de longueur. De couleur assez terne, ses écailles sont dans un ton jaunâtre tirant sur le vert ou le rose, avec des nageoires bleues. Fait rare chez les perroquets, c'est la femelle qui est bleu clair avec les nageoires bleu vif, et le mâle terne. Dans les deux cas, la livrée nocturne présente de larges taches claires irrégulières. On reconnaît les deux espèces de ce genre à leur bouche : au lieu d'un bec de perroquet, celle-ci est charnue, et pourvue d'un « nez » prononcé, qui dissimule les dents.

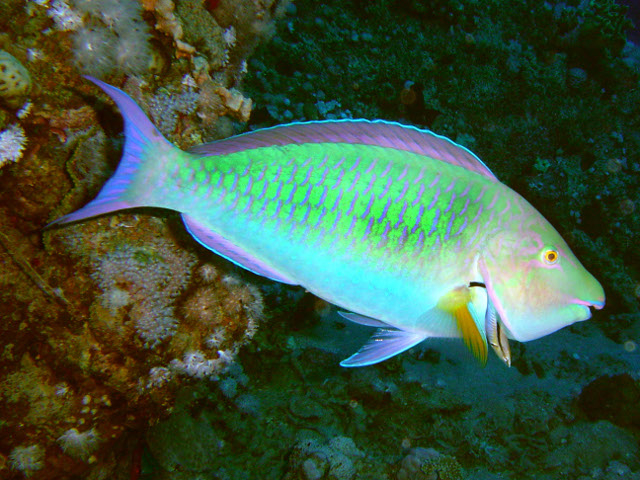
Livrée initiale (femelle)
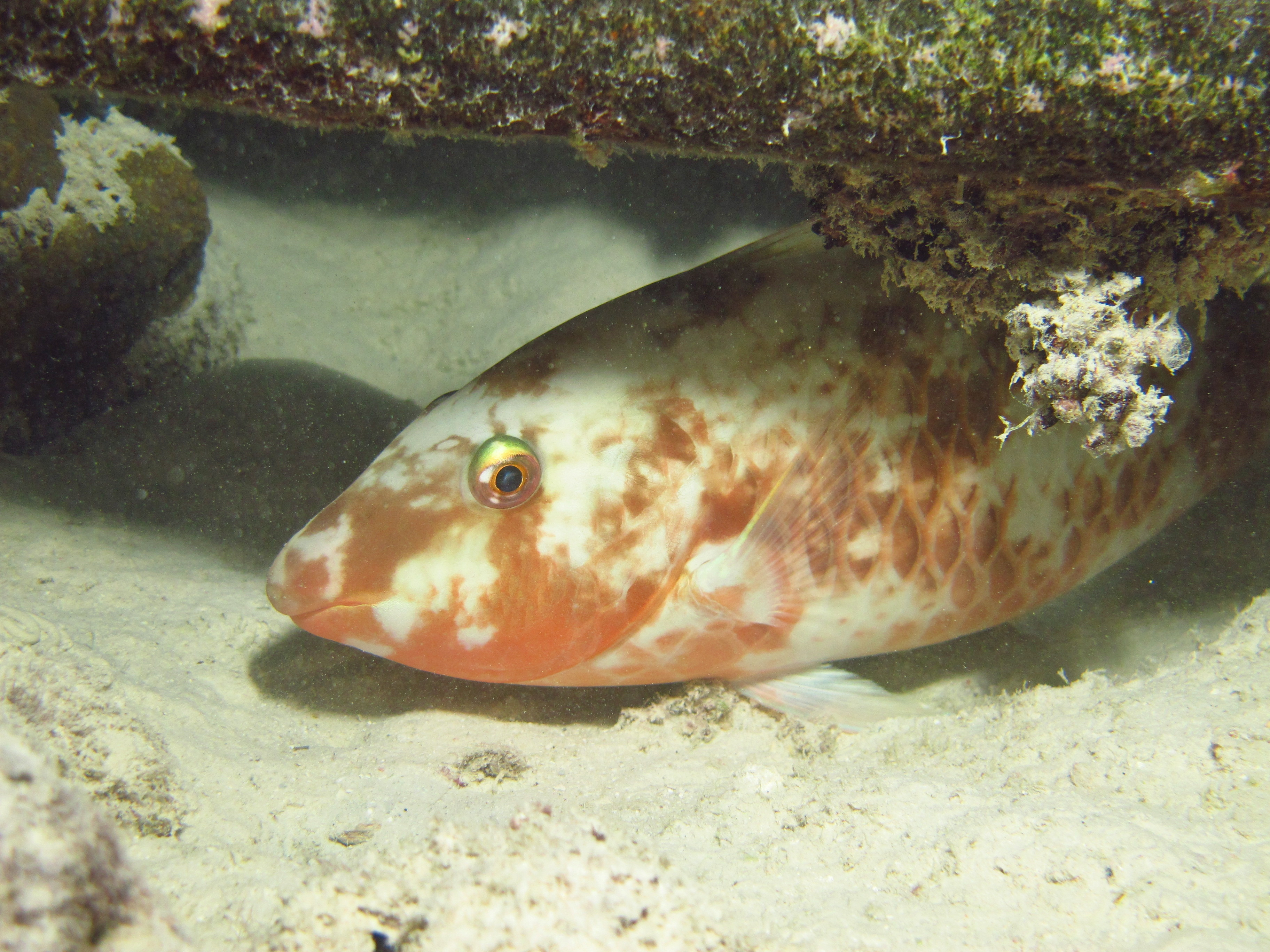
Exemple de livrée terminale (mâle)
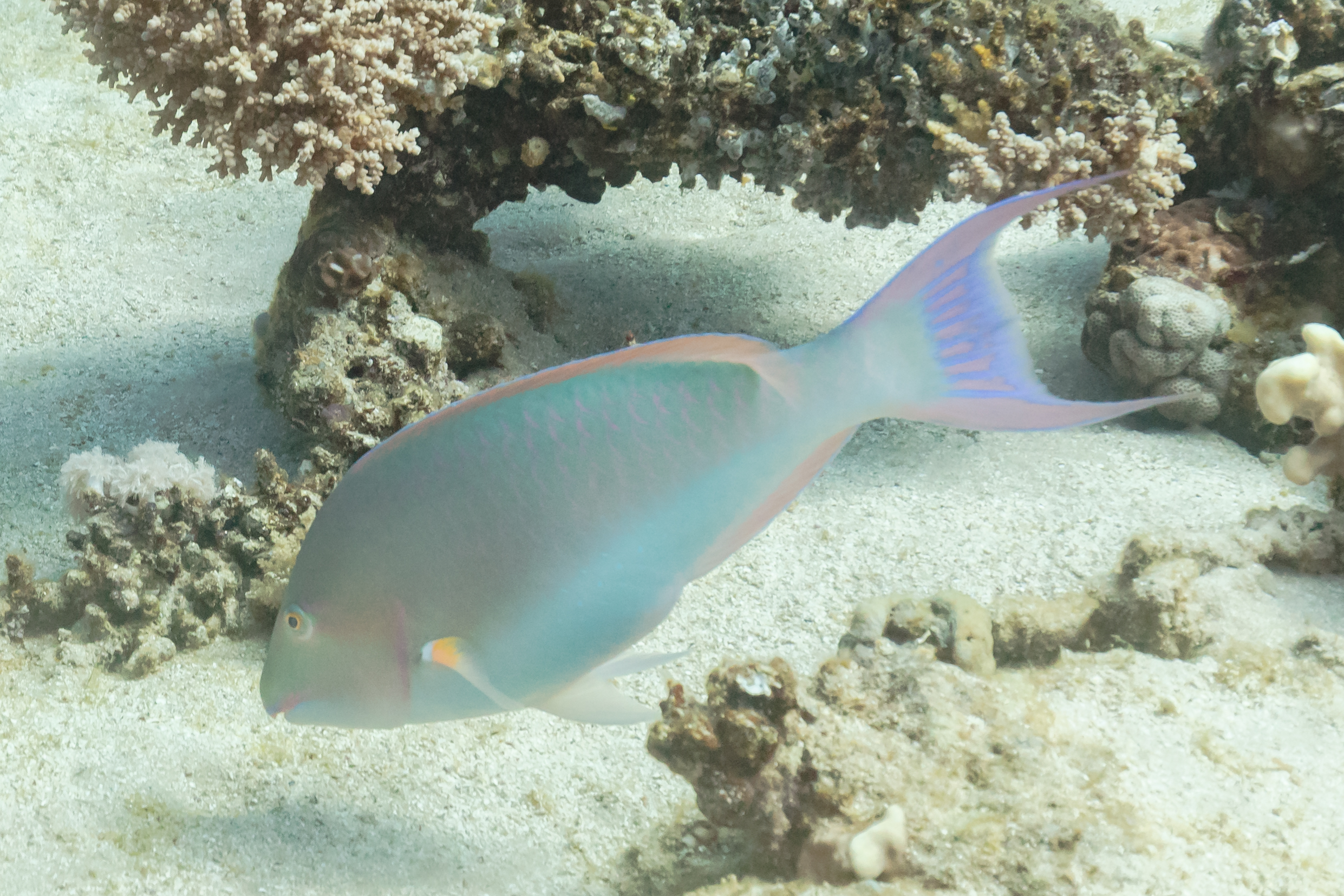
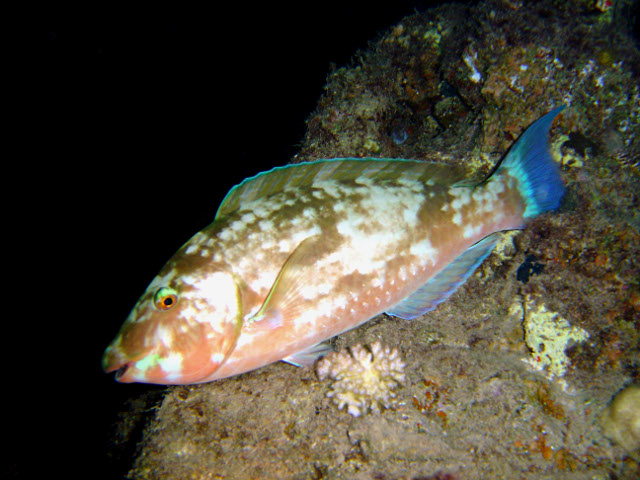

## Habitat et répartition
On trouve cette espèce dans les récifs de corail de l'océan Indien occidental, Mer Rouge comprise.